# Thể dầu
Thể dầu là một cấu trúc chứa lipid được tìm thấy trong các tế bào thực vật. Thuật ngữ này có thể đề cập đến ít nhất hai loại cấu trúc riêng biệt trong các loại thực vật khác nhau. 

## Thể dầu ở rêu tản
Thể dầu rêu tản là cấu trúc duy nhất của rêu tản có chứa tinh dầu isoprenoid và được bao quanh bởi một màng duy nhất. Kích thước, hình dạng, màu sắc và số lượng thể dầu trên mỗi tế bào là đặc trưng của một số loài nhất định và có thể được sử dụng để nhận diện chúng. 

## Thể dầu ở thực vật có mạch
Một số loài thực vật có mạch cũng chứa cấu trúc nội bào gọi là thể dầu. Thể dầu thực vật có mạch chủ yếu chứa triacylglycerol, được bao quanh bởi một lớp cấu tạo từ phospholipid và protein oleosin. Các thể dầu này hiện diện phần lớn trong hạt, nhưng cũng xuất hiện ở các bộ phận khác của cây, bao gồm lá.

## Thể dầu trong hạt giống
Thể dầu là bào quan đã tiến hóa để dự trữ triglyceride trong tế bào thực vật. Do đó, chúng là kho dự trữ năng lượng hóa học quan trọng của hạt có dầu. Cấu trúc và thành phần của các thể dầu hạt giống thực vật đã là chủ đề nghiên cứu sớm nhất từ thập niên 1980, với một số bài báo được xuất bản vào những năm 80 và 90. Gần đây, với việc áp dụng những kỹ thuật cải tiến, các nhà nghiên cứu đã cung cấp một hồ sơ phân tử chi tiết về các thể dầu. Cho thấy số lượng protein vượt quá số lượng lipid trên bề mặt thể dầu, và một loại protein đặc biệt, được gọi là oleosin, chiếm ưu thế. Các tiểu phần lipid và protein của các thể dầu trở nên đáng chú ý vì chúng duy trì một lớp đơn kết dính trong một khoảng biến thiên nhiệt độ và hydrat hóa rộng.

## Hình ảnh
Ảnh chụp kính hiển vi của tế bào rêu tản, cho thấy một loạt hình dạng và cách sắp đặt thể dầu.

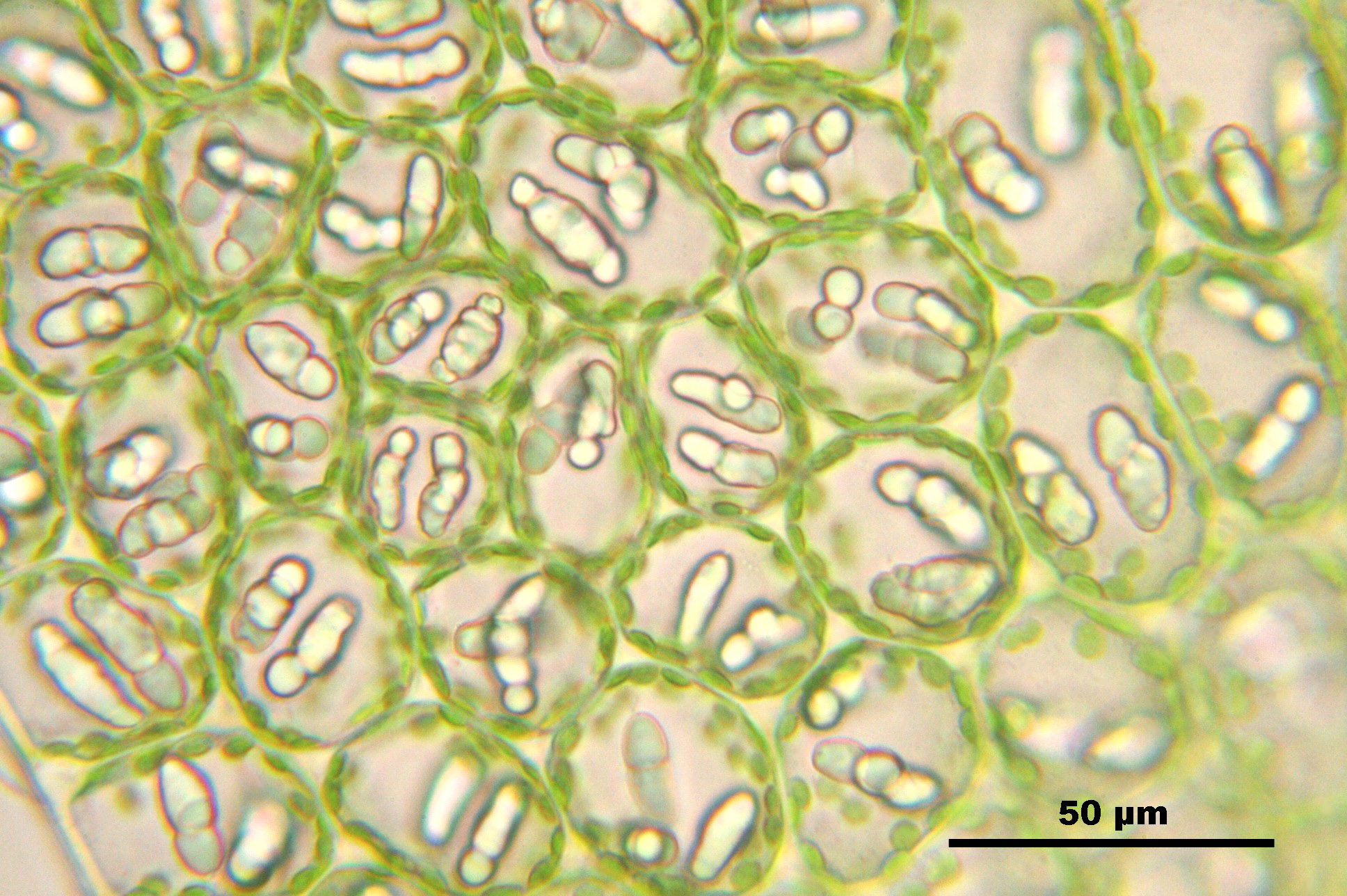
Nardia scalaris, một loài rêu tản dạng lá
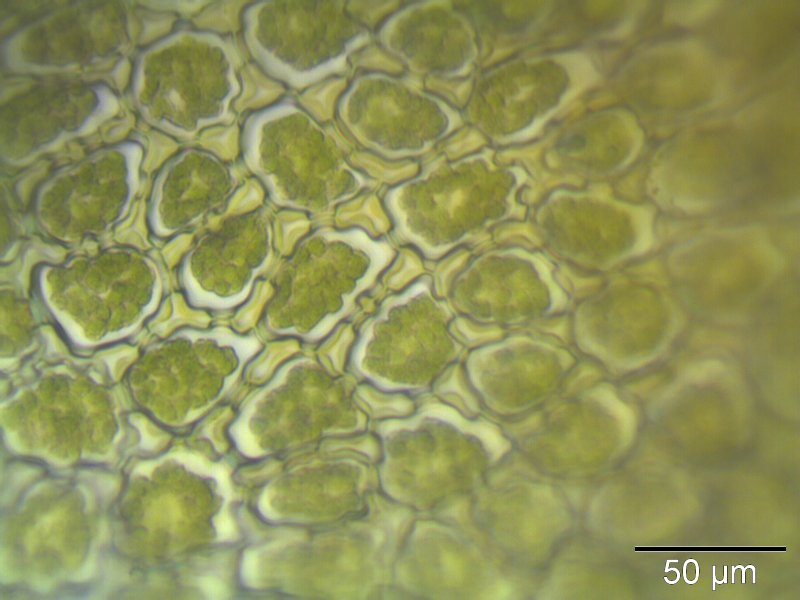
Ptilidium ciliare, một loài rêu tản dạng lá
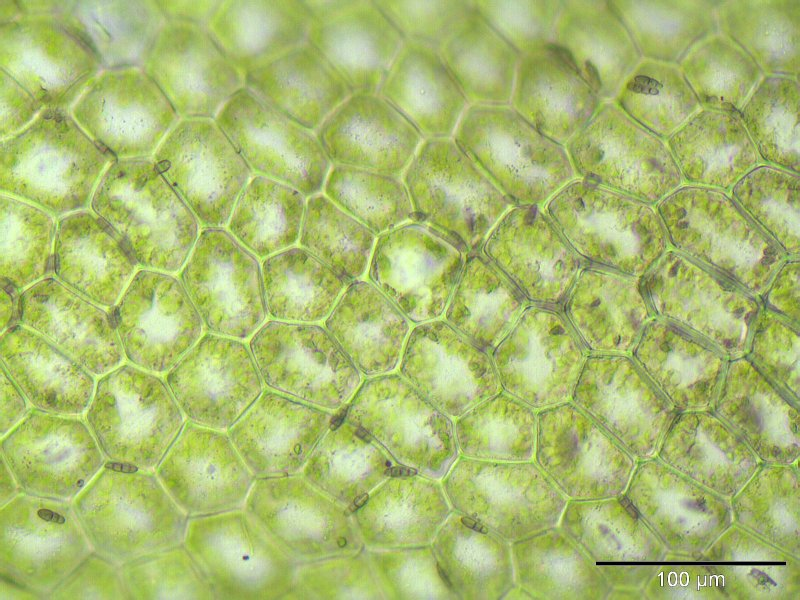
Chiloscyphus pallescens, một loài rêu tản dạng lá
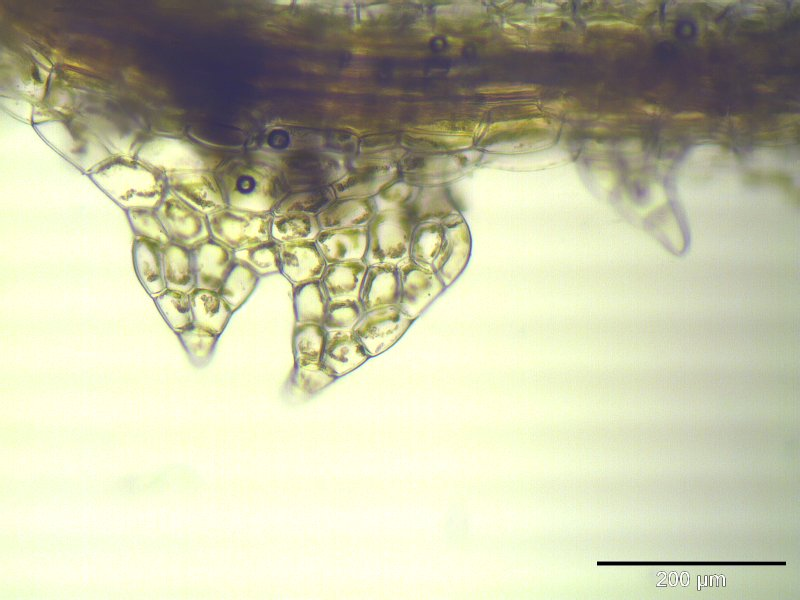
Cephalozia connivens, một loài rêu tản dạng lá không có thể dầu
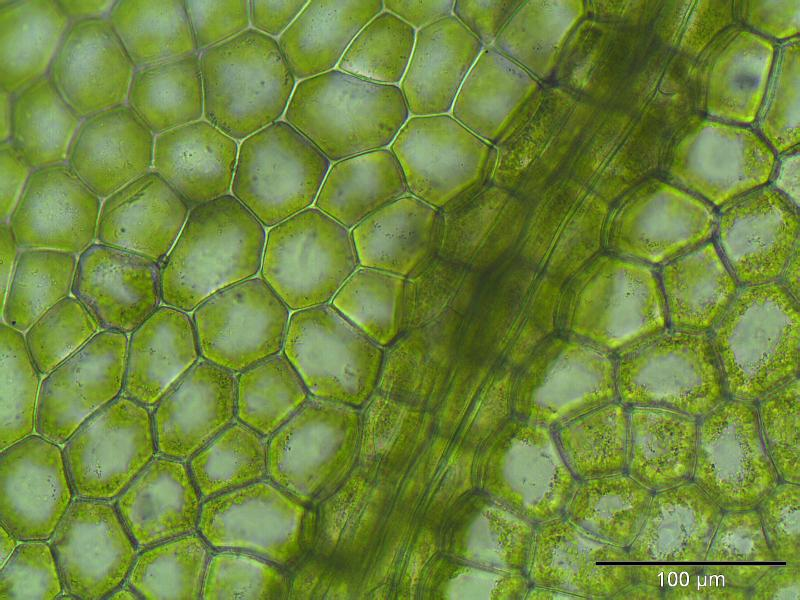
Metzgeria furcata, một loài rêu tản dạng tản